# Conrad Stoltz
Conrad Stoltz (Lydenburg, 23 de outubro de 1973) é um triatleta profissional sul-africano. 4 vezes campeão do XTERRA. 
Conrad Stoltz disputou os Jogos de Sydney 2000 e Atenas 2004, ficando em 20º e sem tempo respectivamente.